# Eleições presidenciais portuguesas de 1986
As terceiras eleições presidenciais portuguesas após o 25 de Abril de 1974 tiveram lugar a 26 de Janeiro de 1986, tendo sido as mais disputadas de sempre, obrigando à realização de uma segunda volta em 16 de Fevereiro, caso único nas eleições presidenciais em Portugal.
Apresentaram-se como candidatos à corrida presidencial Diogo Freitas do Amaral (apoiado pelo CDS e também pelo PSD), o ex-primeiro-ministro Mário Soares (apoiado pelo PS e que, ao apresentar a sua candidatura não contava com mais de 5% das intenções de voto), a também ex-primeira-ministra Maria de Lourdes Pintasilgo, Francisco Salgado Zenha (que contava com o apoio do PRD do ainda presidente António Ramalho Eanes, bem como de alguns membros do PCP, cujo candidato próprio — Ângelo Veloso — viria a desistir).
Embora na votação por distritos Freitas do Amaral tenha ganhado em todo o país excepto no Alentejo e Península de Setúbal (onde o candidato mais votado foi Francisco Salgado Zenha) e não tenha conseguido a vitória à primeira volta por pouco, foi no entanto o candidato do PS, Mário Soares, que viria a passar à segunda volta.
Foi neste último que se concentraram os votos dos restantes candidatos da esquerda, tendo acabado por derrotar Freitas do Amaral por uma escassa margem de 140 mil votos, e com o apoio fundamental do sul do País (Algarve, Alentejo e Ribatejo), bem como pelos distritos mais urbanizados, onde o voto se tem firmado tradicionalmente mais à esquerda (distritos de Coimbra, Lisboa e Porto).
Mário Soares viria a ser empossado presidente da República em 9 de Março de 1986, tendo afirmado ser, para acabar com as dissensões, «o Presidente de todos os Portugueses» — frase que desde então entrou no discurso político nacional.
Na primeira volta, os resultados da eleição foram transmitidos em direto pela RTP1, a partir das 19 horas do dia 26 de janeiro até à 1 hora do dia 27, com a apresentação de Mário Crespo e Henrique Garcia, tendo como convidados em estúdio os vários correspondentes no estrangeiro (Valeri Volkov, correspondente da União Soviética; Adolfo D'Amico, correspondente de Itália; Patrick Reyna, correspondente dos Estados Unidos; e Ramon Font, correspondente de Espanha) e jornalistas convidados (Nuno Rocha, de "O Tempo"; Maria João Avilez, do "Expresso"; José Miguel Júdice, d'"O Semanário", e José Silva Pinto, d'"O Jornal"). Para além disso, a emissão contou com a presença de Manuela Moura Guedes e Álvaro Faria em direto da sede de campanha de Francisco Salgado Zenha, Laurinda Alves em direto da sede de campanha de Maria de Lourdes Pintasilgo, Margarida Marante e Cesário Borga em direto da sede de campanha de Diogo Freitas do Amaral e Manuela Figueiredo e Miguel Lemos em direto da sede de campanha de Mário Soares. A emissão foi intercalada com atuações artísticas e musicais e com sínteses de notícias com Dina Aguiar e Jorge Lopes. A emissão foi, também, transmitida em simultâneo com a RTP2 a partir das 20h38.
Na segunda volta, os resultados da eleição foram transmitidos em direto pela RTP1, a partir das 19 horas do dia 16 de fevereiro até às 0 horas do dia 17, novamente com a apresentação de Mário Crespo e Henrique Garcia, tendo como convidados em estúdio os jornalistas Piteira Santos, do "Diário de Lisboa"; Dinis de Abreu, do "Diário de Notícias"; Jaime Antunes, da "Agência Noticiosa Portuguesa"; e José Manuel Barroso, da "Notícias de Portugal". Para além disso, a emissão contou com a presença de Margarida Marante e Jorge Nuno Oliveira em direto da sede de campanha de Diogo Freitas do Amaral, Miguel Sousa Tavares e Cesário Borga em direto da sede de campanha de Mário Soares e Carlos Fino em direto do Marquês de Pombal. A emissão foi intercalada com atuações artísticas e musicais e com sínteses de notícias com José Pinto e Rui Romano.

## Candidatos

### Candidaturas admitidas
(por ordem de aparição no boletim de voto, sorteada pelo Tribunal Constitucional)
| Candidato | Candidato                        | Cargos públicos e profissão | Apoio partidário | Apresentação           | Formalização                                                                          | Notas                |
| --------- | -------------------------------- | --- | --- | ---------------------- | ------------------------------------------------------------------------------------- | -------------------- |
|           | Francisco Salgado Zenha (62)     | - Líder parlamentar do Partido Socialista (1976-1983) - Ministro da Justiça (1974-1975) - Ministro das Finanças (1975-1976) - Advogado | - Partido Renovador Democrático - Partido Comunista Português - Movimento Democrático Português/Comissão Democrática Eleitoral | 15 de novembro de 1985 | Assinaturas recolhidas: cerca de 15 000 Data de formalização - 23 de dezembro de 1985 | [ 21 ] [ 22 ] [ 23 ] |
|           | Ângelo Veloso (55)               | - Membro efectivo da Comissão Política do Partido Comunista Português - Deputado à Assembleia Constituinte e à Assembleia da República | - Partido Comunista Português (Veloso desistiu antes das eleições, tendo o PCP apoiado Salgado Zenha)                          |                        |                                                                                       | [ 24 ]               |
|           | Maria de Lourdes Pintasilgo (56) | - Primeira-ministra de Portugal (1979-1980) - Engenheira Químico-Industrial                                                            | - União Democrática Popular | 27 de julho de 1985    | Assinaturas recolhidas: cerca de 15 000 Data de formalização - 10 de dezembro de 1985 | [ 25 ] [ 26 ]        |
|           | Diogo Freitas do Amaral (44)     | - Presidente do CDS (1974-1982) - Vice-Primeiro-ministro de Portugal (1980; 1981-1983) - Professor universitário de Direito            | - CDS – Partido Popular - Partido Social Democrata - Partido da Democracia Cristã                                              | Abril de 1985          | Assinaturas recolhidas: cerca de 15 000 Data de formalização - 17 de dezembro de 1985 | [ 27 ] [ 28 ]        |
|           | Mário Soares (61)                | - Primeiro-ministro de Portugal (1976-1978; 1983-1985) - Secretário-Geral do Partido Socialista (1973-1985) - Advogado                 | - Partido Socialista | 18 de julho de 1985    | Assinaturas recolhidas: cerca de 15 000 Data de formalização - 16 de dezembro de 1985 | [ 29 ] [ 30 ]        |

### Candidaturas rejeitadas
(candidaturas não admitidas pelo Tribunal Constitucional por incumprimento dos requisitos legais aplicáveis)
| Candidato | Candidato               | Cargos públicos e profissão                                                                                    | Apoio partidário                         | Notas  |
| --------- | ----------------------- | --- | ---------------------------------------- | ------ |
|           | Carmelinda Pereira (37) | - Deputada à Assembleia Constituinte (1975-1976) - Deputada à Assembleia da República (1976-1979) - Professora | - Partido Operário de Unidade Socialista | [ 20 ] |
|           | Luís Carlos Franco      | |                                          | [ 20 ] |
|           | Álvaro Manuel Nunes     | |                                          | [ 20 ] |

### Candidaturas não concretizadas
(candidaturas que, uma vez anunciadas, foram retiradas pelo próprio candidato antes de serem formalizadas junto do TC)
| Candidato | Candidato                 | Cargos públicos e profissão | Apoio partidário | Notas         |
| --------- | ------------------------- | --- | ---------------- | ------------- |
|           | Manuel da Costa Braz (51) | - Ministro da Administração Interna (1974-1975, 1976-1978, 1979-1980) - Provedor de Justiça (1976) - Oficial do Exército Português |                  | [ 31 ] [ 22 ] |

## Debates
Os debates para as eleições presidenciais 1986 foras transmitidas pela RTP1, num programa chamado Actual, em que houve uma série de seis debates entre os quatro candidatos, moderados por Miguel Sousa Tavares e Margarida Marante.

## Mapas

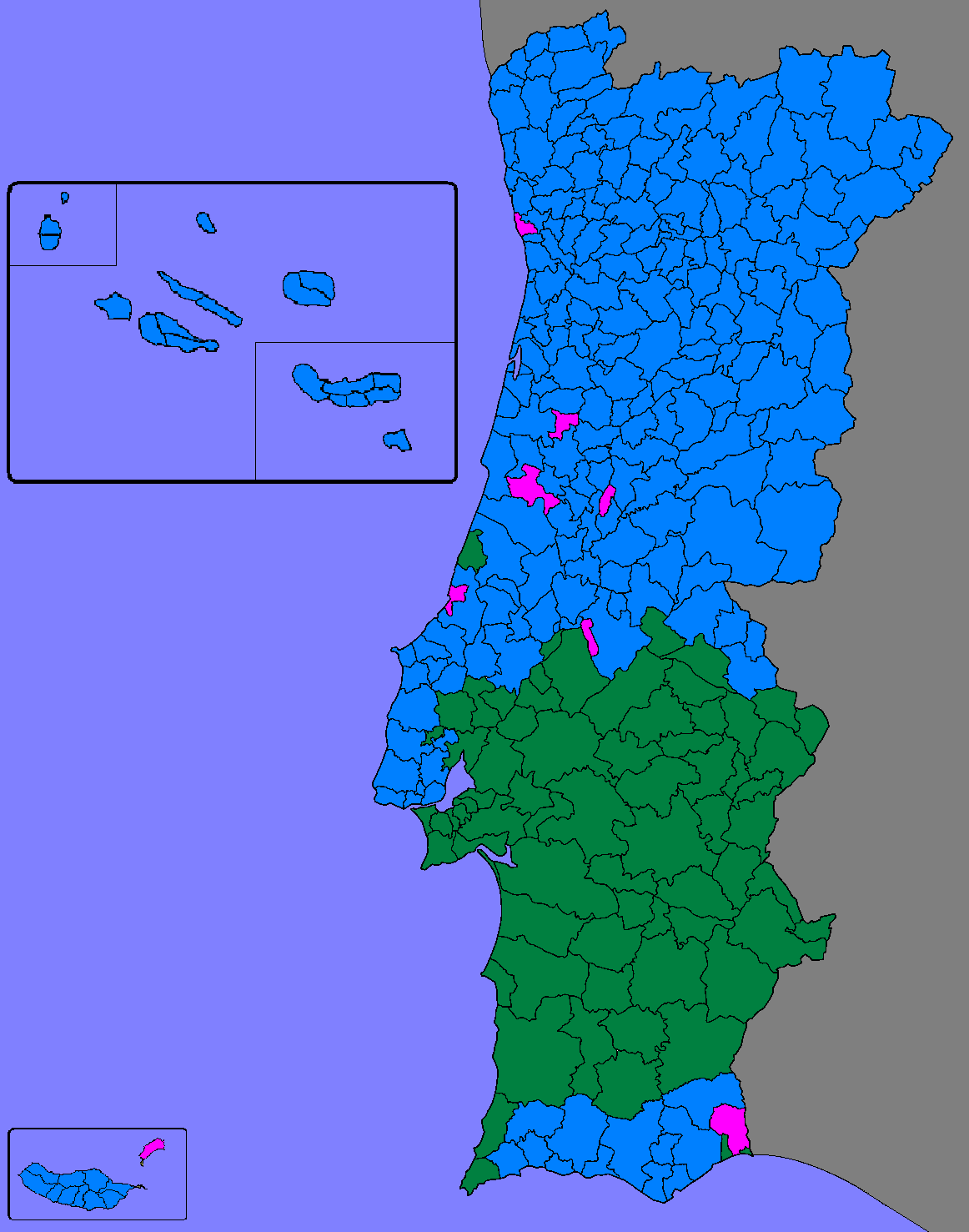
(Azul - Freitas do Amaral/Rosa - Mário Soares/Verde - Salgado Zenha)

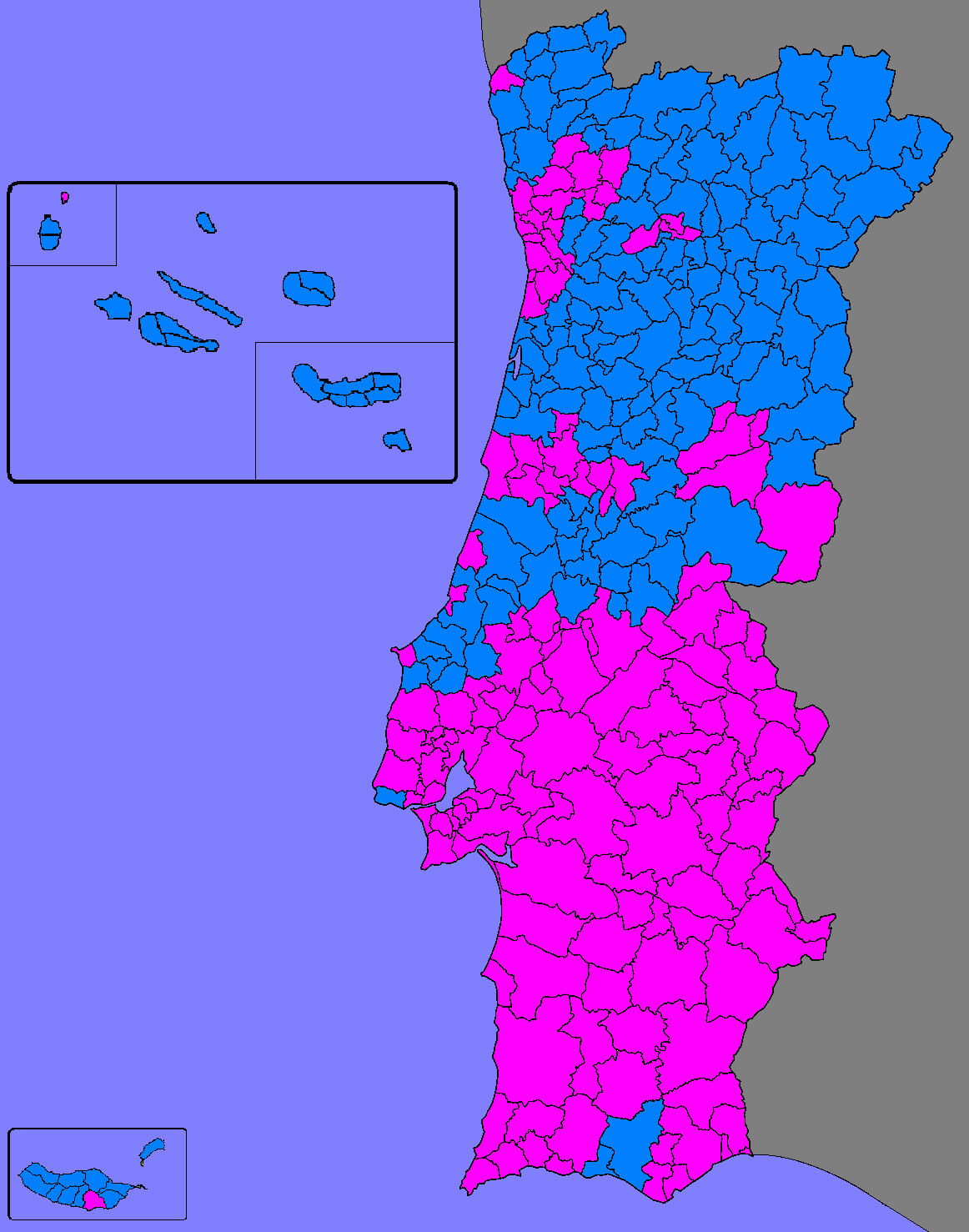
(Rosa - Mário Soares/Azul - Freitas do Amaral)

### Primeira volta
| Debates para as eleições presidenciais portuguesas de 1986 - Primeira Volta | Debates para as eleições presidenciais portuguesas de 1986 - Primeira Volta | Debates para as eleições presidenciais portuguesas de 1986 - Primeira Volta | Debates para as eleições presidenciais portuguesas de 1986 - Primeira Volta | Debates para as eleições presidenciais portuguesas de 1986 - Primeira Volta | Debates para as eleições presidenciais portuguesas de 1986 - Primeira Volta | Debates para as eleições presidenciais portuguesas de 1986 - Primeira Volta | Debates para as eleições presidenciais portuguesas de 1986 - Primeira Volta | Debates para as eleições presidenciais portuguesas de 1986 - Primeira Volta |   |   |   |                             |
| Data                                                                        | Emissora                                                                    | Moderador(es)                                                               | P Presente N Não Convidado                                                  | P Presente N Não Convidado                                                  | P Presente N Não Convidado                                                  | P Presente N Não Convidado                                                  | P Presente N Não Convidado                                                  | Refs                                                                        |   |   |   |                             |
| Data                                                                        | Emissora                                                                    | Moderador(es)                                                               | Amaral                                                                      | Soares                                                                      | Zenha                                                                       | Pintasilgo                                                                  | Veloso                                                                      | Refs                                                                        |   |   |   |                             |
| --------------------------------------------------------------------------- | --------------------------------------------------------------------------- | --------------------------------------------------------------------------- | --------------------------------------------------------------------------- | --------------------------------------------------------------------------- | --------------------------------------------------------------------------- | --------------------------------------------------------------------------- | --------------------------------------------------------------------------- | --------------------------------------------------------------------------- | - | - | - | --------------------------- |
| Data                                                                        | Emissora                                                                    | Moderador(es)                                                               | 17 de dezembro de 1985                                                      | RTP1                                                                        | Margarida Marante                                                           | P                                                                           | N                                                                           | Refs                                                                        | P | N | N | [ 27 ] [ 34 ] [ 35 ] [ 32 ] |
| 19 de dezembro de 1985                                                      | RTP1                                                                        | Miguel Sousa Tavares                                                        | N                                                                           | P                                                                           | N                                                                           | P                                                                           | N                                                                           | [ 29 ] [ 36 ] [ 37 ]                                                        |   |   |   |                             |
| 26 de dezembro de 1985                                                      | RTP1                                                                        | Margarida Marante                                                           | P                                                                           | N                                                                           | N                                                                           | P                                                                           | N                                                                           | [ 38 ] [ 39 ] [ 40 ]                                                        |   |   |   |                             |
| 2 de janeiro de 1986                                                        | RTP1                                                                        | Miguel Sousa Tavares                                                        | N                                                                           | P                                                                           | P                                                                           | N                                                                           | N                                                                           | [ 22 ] [ 41 ] [ 42 ] [ 43 ]                                                 |   |   |   |                             |
| 7 de janeiro de 1986                                                        | RTP1                                                                        | Margarida Marante                                                           | N                                                                           | N                                                                           | P                                                                           | P                                                                           | N                                                                           | [ 44 ] [ 45 ] [ 46 ] [ 47 ]                                                 |   |   |   |                             |
| 9 de janeiro de 1986                                                        | RTP1                                                                        | Miguel Sousa Tavares                                                        | P                                                                           | P                                                                           | N                                                                           | N                                                                           | N                                                                           | [ 48 ] [ 49 ] [ 50 ] [ 51 ]                                                 |   |   |   |                             |
| Janeiro de 1986                                                             | Rádio Renascença                                                            |                                                                             | P                                                                           | P                                                                           | P                                                                           | P                                                                           | N                                                                           | [ 52 ]                                                                      |   |   |   |                             |

### Segunda volta
| Debates para as eleições presidenciais portuguesas de 1986 - Segunda Volta | Debates para as eleições presidenciais portuguesas de 1986 - Segunda Volta | Debates para as eleições presidenciais portuguesas de 1986 - Segunda Volta | Debates para as eleições presidenciais portuguesas de 1986 - Segunda Volta | Debates para as eleições presidenciais portuguesas de 1986 - Segunda Volta | Debates para as eleições presidenciais portuguesas de 1986 - Segunda Volta |                                        |   |   |                      |
| Data                                                                       | Emissora                                                                   | Moderador(es)                                                              | P Presente                                                                 | P Presente                                                                 | Refs                                                                       |                                        |   |   |                      |
| Data                                                                       | Emissora                                                                   | Moderador(es)                                                              | Soares                                                                     | Amaral                                                                     | Refs                                                                       |                                        |   |   |                      |
| -------------------------------------------------------------------------- | -------------------------------------------------------------------------- | -------------------------------------------------------------------------- | -------------------------------------------------------------------------- | -------------------------------------------------------------------------- | -------------------------------------------------------------------------- | -------------------------------------- | - | - | -------------------- |
| Data                                                                       | Emissora                                                                   | Moderador(es)                                                              | 6 de fevereiro de 1986                                                     | RTP1                                                                       | Refs                                                                       | Miguel Sousa Tavares Margarida Marante | P | P | [ 53 ] [ 54 ] [ 55 ] |

## Sondagens

### Primeira volta
| Instituto de sondagem                       | Data de realização         | Nº de Entrevistas válidas | Participação | DFA                    | MS            | FSZ         | MLP        | Outros  | Líder       |       |       |       |      |  |       |
| ------------------------------------------- | -------------------------- | ------------------------- | ------------ | ---------------------- | ------------- | ----------- | ---------- | ------- | ----------- | ----- | ----- | ----- | ---- |  | ----- |
| Instituto de sondagem                       | Data de realização         | Nº de Entrevistas válidas | Participação | Eleições presidenciais | 26 de janeiro | -           | -          | Outros  | Líder       | 46,31 | 25,43 | 20,88 | 7,38 |  | 20,88 |
| Previsões oficiais do Ministério da Justiça | 26 de janeiro              | -                         | -            | 46,8                   | 25,1          | 21,1        | 7,0        |         | 21,7        |       |       |       |      |  |       |
| RTP1                                        | 26 de janeiro              | -                         | -            | 44,0-46,0              | 23,5-25,5     | 18,5-20,5   | 9,5-11,5   |         | 18,5-22,5   |       |       |       |      |  |       |
| RTP1                                        | 26 de janeiro              | -                         | -            | 43,00-46,00            | 24,00-27,00   | 18,00-21,00 | 9,00-12,00 |         | 16,00-22,00 |       |       |       |      |  |       |
| Á boca das urnas                            |                            |                           |              |                        |               |             |            |         |             |       |       |       |      |  |       |
| 1986                                        |                            |                           |              |                        |               |             |            |         |             |       |       |       |      |  |       |
| Norma/Semanário                             | 10-16 de maio              | 598                       |              | 33,4                   | 12,9          | -           | 24,1       | 29,7(a) | 9,3         |       |       |       |      |  |       |
| Norma/Semanário                             | Abril                      | -                         | -            | -                      | 13,6          | -           | 25,5       | 60,9(b) | 11,9        |       |       |       |      |  |       |
| Norma/Semanário                             | Abril                      | -                         | -            | -                      | 13,8          | -           | 25,4       | 60,8(c) | 11,6        |       |       |       |      |  |       |
| Norma/Semanário                             | 14-21 de janeiro           | -                         | -            | -                      | 11,1          | 1,7         | 25,0       | 62,6(d) | 11,1        |       |       |       |      |  |       |
| Norma/Semanário                             | 14-21 de janeiro           | -                         | -            | -                      | 9,9           | 3,7         | 26,4       | 60,0(e) | 13,2        |       |       |       |      |  |       |
| 1985                                        |                            |                           |              |                        |               |             |            |         |             |       |       |       |      |  |       |
| Norma/Semanário                             | 13-21 de dezembro          | -                         | -            | -                      | 12,0          | -           | 22,5       | 58,3(f) | 10,5        |       |       |       |      |  |       |
| Norma/Semanário                             | 13-21 de dezembro          | -                         | -            | -                      | 12,4          | -           | 22,5       | 65,1(g) | 7,3         |       |       |       |      |  |       |
| Norma/Semanário                             | Dezembro                   | -                         | -            | -                      | 16,5          | -           | 26,8       | 53,3(h) | 10,3        |       |       |       |      |  |       |
| Norma/Semanário                             | Dezembro                   | -                         | -            | -                      | 17,2          | -           | 25,7       | 53,1(i) | 8,5         |       |       |       |      |  |       |
| Norma/Semanário                             | Novembro                   | -                         | -            | -                      | 12,4          | -           | 22,5       | 57,7(j) | 7,3         |       |       |       |      |  |       |
| Norma/Semanário                             | Novembro                   | -                         | -            | -                      | 12,0          | -           | 22,5       | 50,6(k) | 10,5        |       |       |       |      |  |       |
| Norma/Semanário                             | 4-15 de outubro            |                           |              | -                      | 14,4          | -           | 15,4       | 70,5(l) | 1,0         |       |       |       |      |  |       |
| Marktest/O Jornal                           | Outubro                    | -                         | -            | 12,0                   | 13,0          | 1,0         | 21,0       | 53,0(m) | 9,0         |       |       |       |      |  |       |
| Euroexpansão/Tempo                          | 19-25 de outubro           | 816                       | -            | 9,4                    | 14,6          | 2,6         | 21,5       | 51,9(n) | 6,9         |       |       |       |      |  |       |
| Marktest/O Jornal                           | Setembro                   | -                         | -            | 10,0                   | 13,0          | 2,0         | 20,0       | 57,0(o) | 7,0         |       |       |       |      |  |       |
| Norma/Semanário                             | 27 de agosto-3 de setembro | 605                       | -            | -                      | 8,2           | -           | 18,0       | 73,7(p) | 9,8         |       |       |       |      |  |       |
| Marktest/O Jornal                           | Agosto                     | -                         | -            | 11,0                   | 11,0          | 3,0         | 19,0       | 55,0(q) | 8,0         |       |       |       |      |  |       |
| Marktest/O Jornal                           | Julho                      | -                         | -            | 13,0                   | 12,0          | 3,0         | 23,0       | 48,0(r) | 10,0        |       |       |       |      |  |       |
| Norma/Semanário                             | Julho                      | -                         | -            | -                      | 10,3          | -           | 22,3       | 57,5(s) | 12,0        |       |       |       |      |  |       |
| Marktest/O Jornal                           | Junho                      | -                         | -            | 13,0                   | 11,0          | 2,0         | 24,0       | 51,0(t) | 11,0        |       |       |       |      |  |       |
| Norma/Semanário                             | Junho                      | -                         | -            | -                      | 12,4          | -           | 22,0       | 51,5(u) | 9,6         |       |       |       |      |  |       |
| Norma/Semanário                             | Maio                       | -                         | -            | -                      | 13,8          | -           | 26,2       | 44,5(v) | 12,4        |       |       |       |      |  |       |
| 1984                                        |                            |                           |              |                        |               |             |            |         |             |       |       |       |      |  |       |
| Norma/Semanário                             | Dezembro                   | -                         | -            | -                      | 13,8          | -           | 25,4       | 60,8(w) | 11,6        |       |       |       |      |  |       |
| Norma/Semanário                             | Dezembro                   | -                         | -            | -                      | 13,6          | -           | 25,5       | 60,9(x) | 11,9        |       |       |       |      |  |       |
| 1983                                        |                            |                           |              |                        |               |             |            |         |             |       |       |       |      |  |       |

### Segunda volta

#### Mário Soares contra Diogo Freitas do Amaral
| Instituto de sondagem                       | Data de realização | Nº de Entrevistas válidas | Participação | MS                     | DFA             | ABN  | Líder   |   |   |       |       |  |      |
| ------------------------------------------- | ------------------ | ------------------------- | ------------ | ---------------------- | --------------- | ---- | ------- | - | - | ----- | ----- |  | ---- |
| Instituto de sondagem                       | Data de realização | Nº de Entrevistas válidas | Participação | Eleições presidenciais | 16 de fevereiro | ABN  | Líder   | - | - | 51,18 | 48,82 |  | 2,36 |
| Previsões oficiais do Ministério da Justiça | 16 de fevereiro    | -                         | -            | 51,3                   | 48,7            |      | 2,6     |   |   |       |       |  |      |
| RTP1                                        | 16 de fevereiro    | -                         | -            | 50-52                  | 48-50           |      | 0-4     |   |   |       |       |  |      |
| RTP1                                        | 16 de fevereiro    | -                         | -            | 49,1-52,1              | 47,9-50,9       |      | 1,8-4,2 |   |   |       |       |  |      |
| Á boca das urnas                            |                    |                           |              |                        |                 |      |         |   |   |       |       |  |      |
| 1986                                        |                    |                           |              |                        |                 |      |         |   |   |       |       |  |      |
| Norma/Semanário                             | 10-16 de maio      | 598                       | -            | 21,0                   | 42,0            | 37,0 | 21,0    |   |   |       |       |  |      |
| Norma/Semanário                             | Abril              | -                         | -            | 22,5                   | 23,3            | 54,2 | 0,8     |   |   |       |       |  |      |
| 1985                                        |                    |                           |              |                        |                 |      |         |   |   |       |       |  |      |

#### Francisco Lucas Pires contra Mário Soares
| Instituto de sondagem | Data de realização | Nº de Entrevistas válidas | Participação | FLP                | MS                       | ABN | Líder |     |   |      |      |      |     |
| --------------------- | ------------------ | ------------------------- | ------------ | ------------------ | ------------------------ | --- | ----- | --- | - | ---- | ---- | ---- | --- |
| Instituto de sondagem | Data de realização | Nº de Entrevistas válidas | Participação | Euroexpansão/Tempo | 19-25 de outubro de 1984 | ABN | Líder | 816 | - | 31,8 | 27,9 | 40,3 | 3,9 |
| 1984                  |                    |                           |              |                    |                          |     |       |     |   |      |      |      |     |

#### Mário Soares contra Francisco Salgado Zenha
| Instituto de sondagem | Data de realização | Nº de Entrevistas válidas | Participação | MS                 | FSZ                      | ABN | Líder |     |   |      |      |      |     |
| --------------------- | ------------------ | ------------------------- | ------------ | ------------------ | ------------------------ | --- | ----- | --- | - | ---- | ---- | ---- | --- |
| Instituto de sondagem | Data de realização | Nº de Entrevistas válidas | Participação | Euroexpansão/Tempo | 19-25 de outubro de 1984 | ABN | Líder | 816 | - | 34,0 | 23,6 | 42,4 | 6,4 |
| 1984                  |                    |                           |              |                    |                          |     |       |     |   |      |      |      |     |

#### Diogo Freitas do Amaral contra Maria de Lurdes Pintassilgo
| Instituto de sondagem | Data de realização | Nº de Entrevistas válidas | Participação | DFA             | MLP           | ABN | Líder |     |   |      |      |      |     |
| --------------------- | ------------------ | ------------------------- | ------------ | --------------- | ------------- | --- | ----- | --- | - | ---- | ---- | ---- | --- |
| Instituto de sondagem | Data de realização | Nº de Entrevistas válidas | Participação | Norma/Semanário | 10-16 de maio | ABN | Líder | 598 | - | 41,2 | 33,6 | 25,2 | 7,6 |
| 1985                  |                    |                           |              |                 |               |     |       |     |   |      |      |      |     |

#### Maria de Lurdes Pintassilgo contra Mário Soares
| Instituto de sondagem | Data de realização | Nº de Entrevistas válidas | Participação | MLP             | MS            | ABN  | Líder |     |   |      |      |      |     |
| --------------------- | ------------------ | ------------------------- | ------------ | --------------- | ------------- | ---- | ----- | --- | - | ---- | ---- | ---- | --- |
| Instituto de sondagem | Data de realização | Nº de Entrevistas válidas | Participação | Norma/Semanário | 10-16 de maio | ABN  | Líder | 598 | - | 31,7 | 31,6 | 36,7 | 0,1 |
| Norma/Semanário       | Abril              | -                         | -            | 31,0            | 21,1          | 47,9 | 9,9   |     |   |      |      |      |     |
| 1985                  |                    |                           |              |                 |               |      |       |     |   |      |      |      |     |

#### Alberto João Jardim contra Mário Soares
| Instituto de sondagem | Data de realização | Nº de Entrevistas válidas | Participação | AJJ             | MS    | ABN | Líder |   |   |      |      |      |     |
| --------------------- | ------------------ | ------------------------- | ------------ | --------------- | ----- | --- | ----- | - | - | ---- | ---- | ---- | --- |
| Instituto de sondagem | Data de realização | Nº de Entrevistas válidas | Participação | Norma/Semanário | Abril | ABN | Líder | - | - | 23,6 | 23,2 | 53,2 | 0,4 |
| 1985                  |                    |                           |              |                 |       |     |       |   |   |      |      |      |     |

#### Mário Soares contra Mário Firmino Miguel
| Instituto de sondagem | Data de realização | Nº de Entrevistas válidas | Participação | MS              | MFM   | ABN | Líder |   |   |      |      |      |     |
| --------------------- | ------------------ | ------------------------- | ------------ | --------------- | ----- | --- | ----- | - | - | ---- | ---- | ---- | --- |
| Instituto de sondagem | Data de realização | Nº de Entrevistas válidas | Participação | Norma/Semanário | Abril | ABN | Líder | - | - | 21,2 | 17,8 | 61,0 | 3,4 |
| 1985                  |                    |                           |              |                 |       |     |       |   |   |      |      |      |     |

## Tabela de resultados oficiais
| Candidato               | Candidato                   | Partidos apoiantes                         | 1ª Volta      | 1ª Volta        | 2ª Volta      | 2ª Volta        |
| Candidato               | Candidato                   | Partidos apoiantes                         | Votos         | %               | Votos         | %               |
| ----------------------- | --------------------------- | ------------------------------------------ | ------------- | --------------- | ------------- | --------------- |
|                         | Diogo Freitas do Amaral     | CDS, PPD/PSD, PDC                          | 2 629 597     | 46,31 / 100,00  | 2 872 064     | 48,82 / 100,00  |
|                         | Mário Soares                | PS                                         | 1 443 683     | 25,43 / 100,00  | 3 010 756     | 51,18 / 100,00  |
|                         | Francisco Salgado Zenha     | Independente apoiado por PRD, PCP, MDP/CDE | 1 185 867     | 20,88 / 100,00  |               |                 |
|                         | Maria de Lourdes Pintasilgo | Independente apoiada por UDP               | 418 961       | 7,38 / 100,00   |               |                 |
|                         | Ângelo Veloso               | PCP                                        | Desistiu      | Desistiu        | Desistiu      | Desistiu        |
| Votos Inválidos         | Votos Inválidos             | Votos Inválidos                            | 64 626        | 1,13 / 100,00   | 54 280        | 0,91 / 100,00   |
| Total                   | Total                       | Total                                      | 5 742 734     | 100,00 / 100,00 | 5 937 100     | 100,00 / 100,00 |
| Eleitorado/Participação | Eleitorado/Participação     | Eleitorado/Participação                    | 7 617 257     | 75,38 / 100,00  | 7 612 633     | 77,99 / 100,00  |
| Fonte                   | Fonte                       | Fonte                                      | [ 60 ] [ 61 ] | [ 60 ] [ 61 ]   | [ 60 ] [ 61 ] | [ 60 ] [ 61 ]   |

## Resultados por círculos eleitorais

### Primeira volta
| Círculo eleitoral | %    | %    | %    | %    |
| Círculo eleitoral | DFA  | MS   | FSZ  | MLP  |
| ----------------- | ---- | ---- | ---- | ---- |
| Açores            | 58,6 | 31,4 | 7,2  | 2,8  |
| Aveiro            | 57,0 | 29,3 | 8,8  | 4,9  |
| Beja              | 21,3 | 18,2 | 54,8 | 5,8  |
| Braga             | 52,7 | 28,6 | 13,5 | 5,2  |
| Bragança          | 66,0 | 24,9 | 6,6  | 2,4  |
| Castelo Branco    | 53,0 | 23,3 | 18,1 | 5,6  |
| Coimbra           | 36,1 | 32,2 | 13,7 | 8,0  |
| Évora             | 27,7 | 13,8 | 52,7 | 5,8  |
| Faro              | 40,6 | 26,9 | 25,4 | 7,1  |
| Guarda            | 62,9 | 25,9 | 7,9  | 3,2  |
| Leiria            | 60,3 | 23,0 | 11,1 | 5,6  |
| Lisboa            | 39,9 | 23,1 | 26,4 | 9,6  |
| Madeira           | 63,0 | 26,2 | 6,9  | 3,9  |
| Portalegre        | 32,4 | 24,7 | 37,1 | 5,8  |
| Porto             | 45,2 | 31,1 | 16,7 | 7,1  |
| Santarém          | 43,1 | 22,6 | 25,0 | 9,4  |
| Setúbal           | 25,2 | 17,5 | 45,5 | 11,8 |
| Viana do Castelo  | 58,6 | 23,6 | 10,6 | 6,9  |
| Vila Real         | 63,7 | 26,5 | 7,1  | 2,8  |
| Viseu             | 66,2 | 24,4 | 6,5  | 3,0  |
| Portugal          | 46,3 | 25,4 | 20,9 | 7,4  |

### Segunda volta
| Círculo eleitoral | %    | %    |
| Círculo eleitoral | MS   | DFA  |
| ----------------- | ---- | ---- |
| Açores            | 40,6 | 59,5 |
| Aveiro            | 41,2 | 58,8 |
| Beja              | 76,0 | 24,0 |
| Braga             | 46,4 | 53,6 |
| Bragança          | 32,3 | 67,7 |
| Castelo Branco    | 45,7 | 54,3 |
| Coimbra           | 52,8 | 47,2 |
| Évora             | 69,5 | 30,5 |
| Faro              | 56,8 | 43,2 |
| Guarda            | 36,1 | 63,9 |
| Leiria            | 32,7 | 67,3 |
| Lisboa            | 56,7 | 43,3 |
| Madeira           | 37,3 | 62,7 |
| Portalegre        | 65,3 | 34,7 |
| Porto             | 53,3 | 46,7 |
| Santarém          | 54,3 | 45,7 |
| Setúbal           | 70,9 | 29,1 |
| Viana do Castelo  | 38,4 | 61,6 |
| Vila Real         | 34,7 | 65,3 |
| Viseu             | 32,1 | 67,9 |
| Portugal          | 51,2 | 48,8 |

## Na cultura popular
- A série televisiva 1986, exibida em 2018 na RTP1, retrata, em registo de comédia dramática, as eleições presidenciais entre Freitas do Amaral e Mário Soares, do ponto de vista da sociedade portuguesa.

## Ligações Externas
- Comissão Nacional de Eleições.